# Quantenchemie
Die Quantenchemie ist die Anwendung der Quantenmechanik auf chemische Problemstellungen, z. B. die Beschreibung der elektronischen Struktur  von Atomen und Molekülen und die Auswirkungen auf ihre Reaktionsfähigkeit und somit ein Teilgebiet der Theoretischen Chemie. Dabei werden quantenmechanische Untersuchungen an Atomen als Grenzwissenschaft zwischen der Chemie und der Physik angesehen. Die Grundlage für die meisten quantenchemischen Methoden ist die Schrödingergleichung. Da diese jedoch selbst innerhalb der Born-Oppenheimer-Näherung nur für sehr einfache Systeme lösbar ist, müssen weitere Näherungen eingeführt werden.

## Geschichte
Als eines der ersten wurde das Wasserstoff-Molekül quantenchemisch untersucht und berechnet, und zwar 1927 von den deutschen Wissenschaftlern Walter Heitler und Fritz London. Die von ihnen entwickelte Methode wurde von den amerikanischen Chemikern John C. Slater und Linus Pauling zur Valence-Bond (VB)- oder Heitler-London-Slater-Pauling (HLSP)-Methode erweitert. In ihr wird der Fokus auf die Betrachtung der paarweisen Wechselwirkung zwischen Atomen gelegt, sie passt somit gut zur klassischen Betrachtung der chemischen Bindung.
Eine alternative Annäherung an die Natur der chemischen Bindung wurde von Friedrich Hund und Robert S. Mulliken entwickelt, die Elektronen als delokalisiert in Form mathematischer Funktionen beschreibt. Die als Hund-Mulliken- oder verbreiteter als Molecular Orbital (MO)-Methode bezeichnete Beschreibung ist für den klassischen Chemiker weniger intuitiv und trotzdem inzwischen bei weitem gebräuchlicher.
Mit beiden Ansätzen sind über mathematische Näherungsverfahren Vorhersagen über stoffliche Eigenschaften möglich.

## Methoden, Modelle und Themengebiete (Auswahl)
Einige weiterführende Thematiken sind:
- Car-Parrinello-Methode
- Dichtefunktionaltheorie (DFT)
- Hartree-Fock-Methode (SCF-Verfahren)
- post-HF Methoden (z. B. Configuration Interaction, Coupled-Cluster)
- Quanten-Monte-Carlo-Methode
- Semiempirische Methoden

## Persönlichkeiten (Auswahl)
Die folgende Liste erhebt keinen Anspruch auf Vollständigkeit, führt jedoch beispielhaft einige Personen auf, die einschlägige Beiträge zur Quantenchemie geleistet haben.
- Reinhart Ahlrichs
- Henry Eyring (Eyring-Theorie)
- Erich Hückel
- Hans Hellmann
- John Lennard-Jones
- Walter Kohn
- Werner Kutzelnigg
- Rudolph Pariser
- Robert G. Parr
- Michele Parrinello
- John Pople